# Opera Rara
Opera Rara est un label discographique britannique de musique classique, basé à Londres, en Angleterre. 

## Histoire
Le label est fondé à la fin des années 1970 par l'Américain Patric Schmid et l'anglais Don White pour promouvoir des interprétations d'opéras rares et/ou oubliés de Giacomo Meyerbeer et de Gaetano Donizetti ainsi que ceux d'autres compositeurs du bel canto tels Giovanni Pacini, Saverio Mercadante, et Federico Ricci. L'entreprise est basée à Londres, au Royaume-Uni.
Les activités du label ont ensuite été élargies pour inclure la série Verdi Originals, qui comprend des concerts de la BBC de versions originales des opéras de Giuseppe Verdi qui sont plus connues plus dans les versions révisées.
Pendant de nombreuses années, Opera Rara est activement soutenue par la Fondation Peter Moores. En 2011, Stephen Revell, le directeur général d'Opera Rara, annonce que le chef Sir Mark Elder allait devenir le nouveau directeur artistique du label, succédant à David Parry.

## Premiers enregistrements dans le monde
La plus grande contribution du label dans le domaine des enregistrements de musique classique (d'opéras, principalement) est le grand nombre de « premiers enregistrements dans le monde » que contient son catalogue. Classés par compositeur, on y trouve : Donizetti (Ugo, conte di Parigi, Gabriella di Vergy, Ne m'oubliez pas, Maria Padilla, Emilia di Liverpool, L'assedio di Calais, Rosmonda d'Inghilterra, Zoraida di Granata, La Romanzesca e l'uomo nero, Francesca di Foix), Mayr (Ginevra di Scozia, Mercadante, Emma d'Antiochia, I Normanni a Parigi, Maria Stuarda, Orazi e Curiazi, Virginia, Zaira), Meyerbeer (Il crociato in Egitto, Dinorah, L'esule di Granata, Margherita d'Anjou), Offenbach (Christopher Columbus, Robinson Crusoe, Vert-Vert), Pacini (Alessandro nell'Indie, Carlo di Borgogna (it), Maria, regina d'Inghilterra), Paër (Sofonisba), Ricci (La prigione di Edimburgo, Corrado d'Altamura), Rossini (Ricciardo e Zoraide), Thomas (La Cour de Célimène), et Jean-Baptiste Weckerlin (La Laitière de Trianon, opéra de chambre)

## Discographie
L'opéra « intégral » Il crociato in Egitto de Meyerbeer, est donné en concert en 1972 avec en vedette la soprano Janet Price. C'était la première exécution de cette œuvre dans le monde depuis plus de 100 ans, et elle a soulevé un tel intérêt auprès des collectionneurs d'enregistrements qu'elle est presque immédiatement diffusée par plusieurs « pirates ». Maria Padilla de Donizetti  (avec également Price) suit peu de temps après. 
D'autres exécutions comprennent Maria de Rudenz,  Torquato tasso, et Rosmonda d'Inghilterra (Donizetti), L'Étoile du Nord (Meyerbeer), ainsi que deux opéras de Mercadante :Orazi e Curiazi et Virginia. Toutes ces interprétations sont des premières de ces ouvrages depuis de nombreuses années. Des exécutions en concert, se concluant par des enregistrements par la compagnie, ont toujours lieu au  Southbank Centre à Londres avec des orchestres tels que l'Orchestre symphonique de Londres et l'Orchestre Philharmonia. Les chefs d'orchestre les plus actifs dirigeant ces concerts sont David Parry et Mark Elder.
En 1977, Opera Rara publie son premier enregistrement de Ugo, conte di Parigi de Donizetti, avec une distribution comprenant Janet Price, Yvonne Kenny, Della Jones et Christian du Plessis. Parmi les autres chanteurs ayant participé aux enregistrements de Opera Rara, on trouve Renée Fleming, Jennifer Larmore, Nelly Miricioiu, Vesselina Kasarova, Annick Massis, Diana Montague, Joyce El-Khoury Chris Merritt, Marco Lazzara, Mark Stone, James Westman, Bruce Ford, Nicola Alaimo, Alastair Miles, Pietro Spagnoli, Anthony Michaels-Moore, Arsen Soghomonyan, Krassimira Sotyanova, et Ermonella Jaho.